# Eclissi solare del 6 dicembre 2067
L'Eclissi solare del 6 dicembre 2067, di tipo totale, è un evento astronomico che avrà luogo il suddetto giorno con centralità attorno alle ore 14:03 UTC.
L'eclissi avrà un'ampiezza massima di 4 chilometri e una durata di 8 secondi. L'eclissi sarà visibile in Australia, Antartide e Nuova Zelanda, la totalità sarà visibile in Antartide nell'Artico.

## Eclissi correlate

### Eclissi solari 2065 - 2069
Questa eclissi è un membro di una serie semestrale. Un'eclissi in una serie semestrale di eclissi solari si ripete approssimativamente ogni 177 giorni e 4 ore (un semestre) in nodi alternati dell'orbita della Luna.

### Ciclo di Saros 143
L'evento fa parte del ciclo di Saros 143, che si ripete ogni 18 anni, 11 giorni, contenente 72 eventi. La serie è iniziata con un'eclissi solare parziale il 7 marzo 1617 e un evento totale dal 24 giugno 1797 al 24 ottobre 1995. Comprende eclissi ibride dal 3 novembre 2013 al 6 dicembre 2067 ed eclissi anulari dal 16 dicembre 2085 al 16 settembre 2536. La serie termina al membro 72 con un'eclissi parziale il 23 aprile 2873. La durata più lunga della totalità è stata di 3 minuti e 50 secondi il 19 agosto 1887. Tutte le eclissi di questa serie si verificano nel nodo ascendente della Luna.